# Sovre-Preis
Der Sovre-Preis (Sovretova nagrada) wird vom Verband slowenischer Literaturübersetzer (Društvo slovenskih književnih prevajalcev, DSKP) für besonders gelungene literarische Übersetzungen ins Slowenische vergeben. Bis zur Stiftung des Jerman-Preises 2013 wurden mit ihm auch Übersetzungen von Werken aus dem Bereich der Sozial- und Humanwissenschaften ausgezeichnet. Der nach dem Klassischen Philologen und Übersetzer Anton Sovre (1885–1963) benannte Preis wurde erstmals 1963 vergeben und ist damit die älteste von fünf Auszeichnungen, die der Verband slowenischer Literaturübersetzer auslobt. Ab 2014 führt der Verband auch eine Liste der Übersetzerinnen und Übersetzer, die mit ihren Werken in die engere Auswahl kamen.

## Preisträger
- 1963 Mira Mihelič & Janez Gradišnik
- 1964 Matej Bor & Mile Klopčič
- 1969 Janko Moder & Kajetan Gantar
- 1970 Franjo Smerdu & Zdenka Jerman & Vital Klabus
- 1971 Jože Udovič
- 1972 Kajetan Kovič & Ivan Minatti & Radojka Vrančič
- 1973 Andrej Capuder
- 1974 Niko Košir & Primož Simoniti
- 1975 Mile Klopčič
- 1976 Janez Menart & Veno Taufer
- 1977 Jože Košar & Jože Fistrovič
- 1978 France Vodnik
- 1979 Tone Pavček & Drago Bajt
- 1980 Alenka Bole Vrabec & Stanko Jarc
- 1981 Janez Zupet & Frane Jerman
- 1982 Branko Madžarevič
- 1983 Aleš Berger & Primož Simoniti
- 1984 Zoja Skušek & Andrej Arko
- 1985 Gitica Jakopin & Bogdan Gradišnik
- 1986 Jože Stabej
- 1987 Janez Gradišnik
- 1988 Radojka Vrančič & Janez Menart
- 1989 Janko Moder
- 1990 Djurdja Flerè & Boris A. Novak
- 1991 Tone Pretnar
- 1992 Niko Grafenauer & Milan Jesih
- 1993 Marjan Strojan
- 1994 Alenka Moder & Stane Ivanc
- 1995 Marija Javoršek & Vital Klabus
- 1996 Marko Marinčič & Ksenija Dolinar
- 1997 Srečko Fišer
- 1998 Marjan Poljanec & Jelka Ovaska Novak
- 1999 Štefan Vevar
- 2000 Niko Jež & Suzana Koncut
- 2001 Rozka Štefan & Miha Avanzo
- 2002 Jaro Novak
- 2003 Barbara Šega Čeh
- 2004 Marjan Strojan & Vesna Velkovrh Bukilica
- 2005 Gorazd Kocijančič
- 2006 Jana Unuk & Vlasta Pacheiner Klander
- 2007 Vasja Bratina & Andrej E. Skubic
- 2008 Urška P. Černe
- 2009 Nives Vidrih
- 2010 Primož Vitez
- 2011 Nada Grošelj & Jaroslav Skrušny
- 2012 Branko Gradišnik & Brane Senegačnik
- 2013 Tina Mahkota
- 2014 Borut Kraševec
- 2015 Mojca Kranjc
- 2016 Lijana Dejak
- 2017 Saša Jerele & Urša Zabukovec
- 2018 Uroš Kalčič
- 2019 Breda Biščak & Tatjana Jamnik
- 2020 Aleksandra Rekar
- 2021 Marjanca Mihelič
- 2022 Katja Zakrajšek
- 2023 Jernej Županič

## Engere Auswahl
- 2014 Seta Knop & Maja Novak
- 2015 Ciril Zlobec & Vid Snoj
- 2016 Marjanca Mihelič & Darko Čuden
- 2017 Mateja Seliškar Kenda
- 2018 Jelena Isak Kres
- 2019 Marjanca Mihelič
- 2020 Iztok Ilc & Vid Snoj
- 2021 Stana Anželj & Amalija Maček
- 2022 Klarisa Jovanović & Dušanka Zabukovec
- 2023 Andreja Kalc & Janina Kos